# SpaceX CRS-22
SpaceX CRS-22, також відома як SpX-22 — двадцять друга місія вантажного космічного корабля Dragon до Міжнародної космічної станції, запуск якої здійснено 3 червня 2021 року. Це був другий запуск ракети-носія компанії SpaceX в рамках контракту Commercial Resupply Services (друга фаза від 2016 року) з компанією НАСА.

## Корисне навантаження
Dragon доставив на МКС 3328 кг корисного навантаження.
У герметичній частині буде доставлено 1948 кг вантажу (з урахуванням упаковки), у тому числі:
- продукти харчування та речі для екіпажу — 341 кг,
- матеріали для наукових досліджень — 920 кг,
- обладнання для виходу у відкритий космос — 52,
- обладнання і деталі станції — 345 кг,
- комп'ютери та комплектуючі — 58 кг.

Серед матеріалів для наукових досліджень:
- TICTOC, дослідження, які можуть допомогти у створенні сортів бавовни, які потребують менше води і пестицидів.
- Cell Science-04, вивчення виживання тихоходів у космосі. Вчені хочуть знайти гени, що беруть участь в адаптації та виживанні в умовах високого стресу. Для цього доставлено близько 5000 тихоходок.
- Проєкт UMAMI щодо дослідження симбіотичної взаємодії корисних мікроорганізмів з тваринами-господарями в невагомості. Для цього до МКС доставлено 128 кальмарів Euprymna scolopes, які здатні до біолюмінесценції. Очікується, що результати можуть посприяти розробці захисних заходів і пом'якшень для збереження здоров'я екіпажу під час тривалих космічних польотах.
- Kidney Cells-02, тривимірна модель клітин нирок для вивчення впливу мікрогравітації на утворення мікрокристалів, які можуть привести до утворення каменів у нирках.
- Pilote, перевірка ефективності дистанційного керування роботизованим маніпуляторами і космічними апаратами з використанням віртуальної реальності й інтерфейсів на основі тактильних відчуттів або імітації дотику і руху.
- Портативний ультразвуковий апарат Butterfly IQ.[1]

У негерметичній частині корабля доставлено гнучкі сонячні батареї IROSA загальною масою 1380 кг, які буде додано до існуючих батарей.
Також на станцію доставлено для подальшого запуску три малих супутники:
- RamSat — державні школи Ок-Ріджа, Теннессі, США;
- SOAR — Манчестерський університет, Велика Британія;
- MIR-SAT1 — спільний проєкт ООН та JAXA.

## Хід місії
Запуск здійснено 3 червня 2021 року о 17:29:15 (UTC).
Стикування з МКС відбулося 5 червня о 09:09 (UTC).
8 липня о 14:45 (UTC) корабель від'єднався від МКС.
10 липня о 03:29 (UTC) корабель успішно опустився в заданому районі в Мексиканській затоці. Повернення відбулося на два дні пізніше запланованого через несприятливі погодні умови — в районі приводнення вирував ураган Ельза.

## Вантаж повернення
Корабель повернув на Землю 2404 кг різноманітних матеріалів та обладнання. Зокрема, відповідно до укладеного договору за другою фазою доставки зі SpaceX, відбувається повернення з МКС обладнання, яке вийшло з ладу або завершило свою роботу — для подальшої діагностики, відновлення та ремонту. Серед такого обладнання:
- Catalytic Reactor Developmental Test Objective (DTO) — тестове обладнання системи життєзаезпечення — повертається для вивчення причин несправності та подальшого використання.
- Urine Processing Assembly (UPA) Distillation Assembly — обладнання для дистиляції, обробки та подальшого використання сечі — повертається для відновлення та подальшого використання.
- Sabatier Main Controller — важлива деталь для проведення реакції Сабатьє для отримання води на орбіті.
- Rodent Research Habitats (AEM-X) — жилі контейнери для лабораторних мишей — повертаються для доставки на станцію нових тварин в 2022 році.
- Nitrogen/Oxygen Recharge System (NORS) Recharge Tank Assembly (RTA) — порожні баки для кисню та азоту — повертаються для заправки та повторного використання в майбутньому.[2]